# Ilka (Schiff)
Die Ilka war ein Seenotrettungsboot (SRB) der 7-Meter-Klasse der Deutschen Gesellschaft zur Rettung Schiffbrüchiger (DGzRS). Gebaut wurde das Boot 1971 von der Schweers-Werft in Bardenfleth unter der Baunummer 6420.
Die interne Bezeichnung lautete KRST 22.

## Namensgebung
Ilka ist ein friesischer Frauenname; der Taufname drückt die Verbundenheit der DGzRS zur deutschen Küste aus.
Der zweite Name Mövenort – umgetauft wurde das Boot im Juli 1993 – bezeichnet eine Landschaft im Norden der Insel Rügen.

## Technische Ausstattung
Das Seenotrettungsboot war mit Funkanlagen, Echolot, GPS, Fremdlenzpumpe und einer Bergungspforte ausgestattet.
Das Boot besaß, wie alle „echten“ Boote der 7-m-Klasse, kein Radargerät (nähere Erläuterung dazu: Seenotrettungsboot Kaatje).

## Stationierungen
Ab dem 7. Juli 1972 wurde die Ilka in Büsum stationiert. Am 4. Mai 1985 erfolgte die Verlegung auf die Insel Juist. Eine weitere Umstationierung erfolgte – bei Umbenennung des Bootes auf den Namen Mövenort – im Juli 1993 nach Freest. Dort blieb das Boot bis zur Außerdienststellung am 20. April 1994.
Im Juni 1994 wurde das Boot von der DGzRS an den litauischen Seenotrettungsdienst abgegeben.